# Just Another Onionhead/ DAda Dali
"Just Anothe Onionhead/ DAda Dali" (en español: Otro Cabeza de Cebolla/ DAda Dali) es la quincuagésima séptima canción (la trigésima según quienes creen que las primeras 22 eran de Runt y no de Rundgren) del reconocido cantante y compositor estadounidense Todd Rundgren, proveniente del álbum A Wizard, A True Star de 1973 (canción número 10) de estilo Pop y Glam Rock; Si bien es considerada solo una canción, contiene dos temas totalmente distintos dentro de si (Just Another Onionhead desde 0:00 hasta 1:26, luego desde 2:06 hasta 2:23 y DAda Dali desde 1:27 hasta 2:05 ).

## Just Another Onionhead
Just Another Onionhead es una mini composición de Todd Rundgren incluida en la canción "Just Another Onionhead/ DAda Dali", apareciendo en esta desde 0:00 hasta 1:26 y desde 2:05 hasta 2:23. Es perteneciente al estilo Pop Rock.

### Instrumentaria
- Piano
- Voz
- Batería
- Bajo
- Sintetizador

### Apariciones
- A Wizard, A True Star (Álbum de Todd Rundgren de 1973)

## DAda Dali
DAda Dali es una mini composición de Todd Rundgren incluida en la canción "Just Another Oniohead/ DAda Dali", apareciendo en ésta desde 1:27 hasta 2:04. Es perteneciente al estilo Glam Rock, siendo un estilo de parodia a la música popular típica en los años 30 y 40.

### Instrumentaria
- Paino
- Voz
- Batería
- Sintetizador

### Apariciones
- A Wizard, A True Star (Álbum de Todd Rundgren de 1973)

- Datos: Q5956694